# Entrena
Entrena est une commune de La Rioja (Espagne), située à 12 km de Logroño. Sa population au 1er janvier 2011 était de 1503 habitants pour une superficie de 21,03 km². Le village est situé à 558 m d'altitude. Entrena est limitrophe avec Navarrete et Lardero au Nord ; Albelda de Iregua à l'Est ; Nalda, Sorzano et Sojuela au Sud et à Medrano à l'Ouest.

## Géographie
Le relief de la commune est relativement plat, son altitude varie entre  500 et 600 m. La majeure partie du terrain est située dans un glacis, ancien canal de la rivière Iregua. Dans la zone sud, on trouve les premières collines de la Sierra de Moncalvillo (es). Le village est placé dans cette zone, sur la colline El Conjuro.
Les cours d'eau sont rares et leur niveau est très bas. Des ravins escarpés et montagneux traversent la commune du sud au nord, comme Ruicidera ou Río Daroca.
| Navarrete | Navarrete | Lardero           |
| Medrano   | Entrena   | Albelda de Iregua |
| Sojuela   | Sorzano   | Nalda             |

## Communications

### Routes
La principale voie d'accès est la LR-254 qui relie Entrena avec Lardero et Logroño via la N-111. La LR-137 traverse la localité du sud-est au nord-ouest et elle se raccorde avec les routes N-111, N-120 et N-232 en passant par des localités comme Nalda, Navarrete et Fuenmayor. La LR-445 relie Entrena avec la localité voisine de Sojuela et la LR-444 part de la LR-137 à la hauteur de l'hermitage de Santa Ana jusqu'à Medrano.

## Histoire
La zone a été habitée dès l'époque romaine, comme le montre le village romain de La Dehesa, en outre la chaussée de Zaragoza-Briviesca passait ici.
Alphonse Ier des Asturies (le catholique) vers le milieu du VIIIe siècle reconquit la ville aux Musulmans. Selon le Dictionnaire Géographique, édité à Barcelone en 1830, Entrena aurait été fondée par ce roi autour de l'an 750, mais on sait par la Chronique d'Alphonse III que les incursions réalisées par ce roi n'ont pas impliqué la fondation de villages. Ces expéditions, effectuées avec son frère Froila, ont consisté à tuer les musulmans qui s'y trouvaient et à réunir des chrétiens pour les y envoyer.
Entrena n'a pas pu appartenir au royaume chrétien jusqu'à la conquête de Viguera par le roi navarrais Sancho I Garcés en 924.
À partir de 1076, Entrena aurait appartenu à la Castille et à son roi Alphonse VI. Celui-ci, devant la valeur stratégique de la zone (frontalière avec les royaumes Aragón et de Navarre), a repeuplé la région et levé diverses places fortes pour protéger ses intérêts. Une de ces places a été Entrena.
Le roi d'Aragon et Navarre Alphonse I Le Batailleur a élevé sur la colline « El Conjuro » une tour  autour de laquelle a été disposé un détachement. Le monarque y passait de brèves périodes de repos. Un de ces séjours est documenté dans un texte de 1128 dans lequel apparaît déjà Entrena avec le titre de Ville. Cette tour est celle qui est reproduite dans l'actuel blason de la commune.
En 1160, Sanche VI de Navarre a repeuplé la ville, après avoir conquis La Rioja en profitant de la minorité du roi castillan Alphonse VIII. Après diverses capitulations entre les monarques de la Navarre et Castille, ce territoire passe à nouveau entre les mains du roi castillan en 1179. Entrena apparaît de plus dans le Cartulaire de Santo Domingo de la Calzada de 1168, en citant García Bermúdez comme monsieur de cette ville ainsi que de Ausejo.
Dans certaines dádivas du roi Sanche IV de Navarre apparaît Entrena avec le nom latin de « Entidigone ».
Le village a été offert par la reine Estefanía de Foix, veuve du roi Garcia IV de Navarre de Nájera au Monastère Santa Maria la Real de Nájera, étant nommée comme « Antelana ».
En 1189, les moines bénédictins de Santa Maria la Real de Nájera ont donné, entre autres, l'église de Entrena à l'évêché de Calahorra après des procès entre l'évêque et le monastère, avec intervention du roi et de l'abbé de Cluny.
Le roi Alphonse VII a accordé aux hidalgos et roturiers d'Entrena, le Fuero de Logroño. Le 4 août 1212, Ferdinand III confirme cette concession.
Le roi Henri II de Castille a offert le village à Juan Ramírez de Arellano pour services rendus. Cela apparaît dans l'écriture de concession du Señorío de Cameros. Depuis, le village a été lié aux Arellano qui ont eu des grandes disputes avec les Gómez Manrique (messieurs de Navarrete par donation réalisée en 1380 par Jean Ier de Castille à Diego Gómez Manrique de Lara).

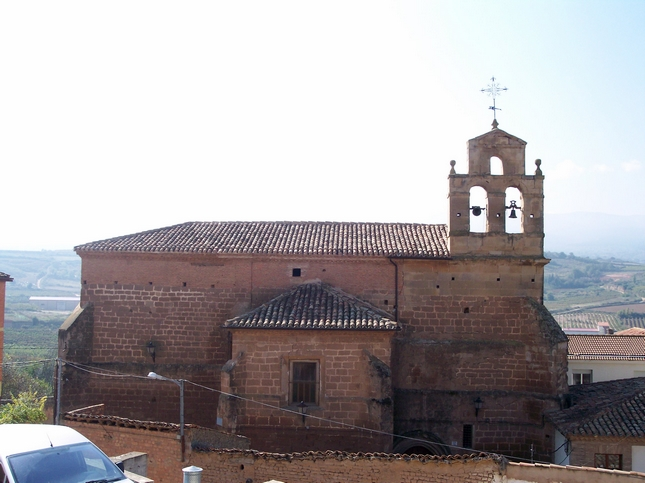
Le couvent de Sainte Claire.

En 1478 les voisins de Navarrete détruisent quelques fortifications bâties par ceux d'Entrena. En représailles, les voisins de Clavijo et Lagunilla, qui étaient d'Arellano, ont déboisé la commune de Ribafrecha qui était affectée aux Manrique. Entrena, jusqu'à l'abolition des señoríos, a appartenu aux comtes d'Aguilar, messieurs de Cameros.
En 1492 se réalise l'expulsion des juifs en Espagne, par les Rois Catholiques. À cette époque, la communauté juive d' Entrena était importante,  constituant une aljama, avec une population qui s'approchait des 50 familles. Ces communautés sont établies à Entrena après les révoltes de la première guerre civile de Castille et une série de rébellions contre Logroño de 1391. Ces faits ont conduit les juifs à abandonner les villes de La Rioja, en se déplaçant dans des villages plus petits à la recherche d'une protection plus effective et la proximité de quelques autorités seigneuriales. Des villages comme Entrena, Navarrete ou Ausejo ont reçu cette population.
En l'an 1513, Carlos Ramírez de Arellano et son épouse, Juana de Zúñiga, messieurs de Cameros et comtes d'Aguilar, ont fondé le monastère de Sainte Claire en Entrena en lui attribuant en plus celui déjà existant de Sainte Marie de Barrivero. Les religieuses fondatrices sont venues de Tordesillas et le monastère a appartenu à la province franciscaine de Burgos. La première abbesse a été une Arellano.
Entrena a eu un hôpital et une hôtellerie pour répondre aux besoins des pèlerins qui arrivaient par le Camino Francés pour arriver à Compostelle comme en témoignent des documents du XVIe siècle.
Après la disparition des señoríos, en 1811, elle est convertie en village exempt de la province de Soria, jusqu'à la création de la province de Logroño le 30 novembre 1833.
En 1851, selon Pascual Madoz, Entrena avait 202 maisons, une mairie et prison; un couvent de religieuses de Sainte Claire, une source d'eau potable […] et une école pour les deux sexes. Sa production consistait surtout en blé, orge, haricots et vin, en plus d'élevages de bétail à laine et de la chasse à la perdrix, aux cailles et aux lièvres. L'industrie se basait sur trois moulins de farine, qui déclinaient chaque jour, et quelques distilleries d'eau-de-vie, qui travaillaient très peu.

## Démographie
Évolution démographique d'Entrena, pendant le XXe siècle.
Située près de la capitale, Entrena a vu sa population augmenter lentement, en comparaison avec d'autres localités proches, mais à la différence de la plupart des villages de la communauté, plus éloignés, qui ont perdu de la population.
Dans les premières années du XXIe siècle, Entrena a reçu l'arrivée de nombreux immigrants, souvent originaires du Maghreb, ce qui a permis une croissance démographique importante, mais aussi d'autres communautés, délaissant les prix élevés des logements à Logroño.
Sa population au 1er janvier 2011 était de 1503 habitants.

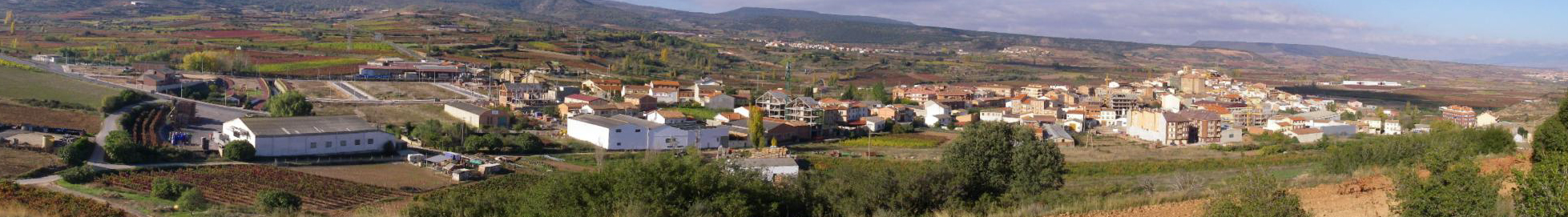
Vue panoramique du village depuis la colline Tono (novembre 2007)

### Histoire
Dans le recensement de population de la Couronne de Castille du XVIe siècle, Entrena apparaît dans les comptes de Nájera, qui répertorient par 232 foyers (1160 âmes). Le déjà cité Dictionnaire Géographique de Barcelone (1830) attribue à Entrena 255 foyers (1285 âmes). Dans le recensement de la Province de Logroño de 1840 on enregistre 191 foyers (803 âmes).

## Économie
L'économie d'Entrena se base sur la culture des arbres fruitiers (poiriers), vignes et carottes et de l'industrie qui en découle. La culture des terres irrigables est possible grâce au Rio Antiguo, chaîne qui saisit les eaux du Iregua en Islallana. En total y a 1 658 ha de culture desquelles 783 sont irrigables (1992). Depuis 1888 Entrena est le siège de la Communauté de arrosers de Rio Antiguo, alors que le Syndicat d'Arrosages d'Entrena a été créé le 28 juin 1973. De plus se cultivent des oliviers, céréales, pommiers et autres exploitations de moindre intérêt.
Entrena est une des communes appartenant à la Denominación de Origen Calificada Rioja. Avec cinq caves inscrites dans la dénomination, elle a une surface totale plantée de 716,11 hectares dont 623,97 sont consacrées à la culture du raisin tint et 92,14 de raisin blanche.
Dans ce village, il y a cinq caves. De plus en 2008 une Bodega-Hôtel est en construction, en profitant du tourisme du vin qui se pratique à La Rioja et qui se développe. Diverses entreprises fruitières et de conserves sont aussi installées.

## Sports

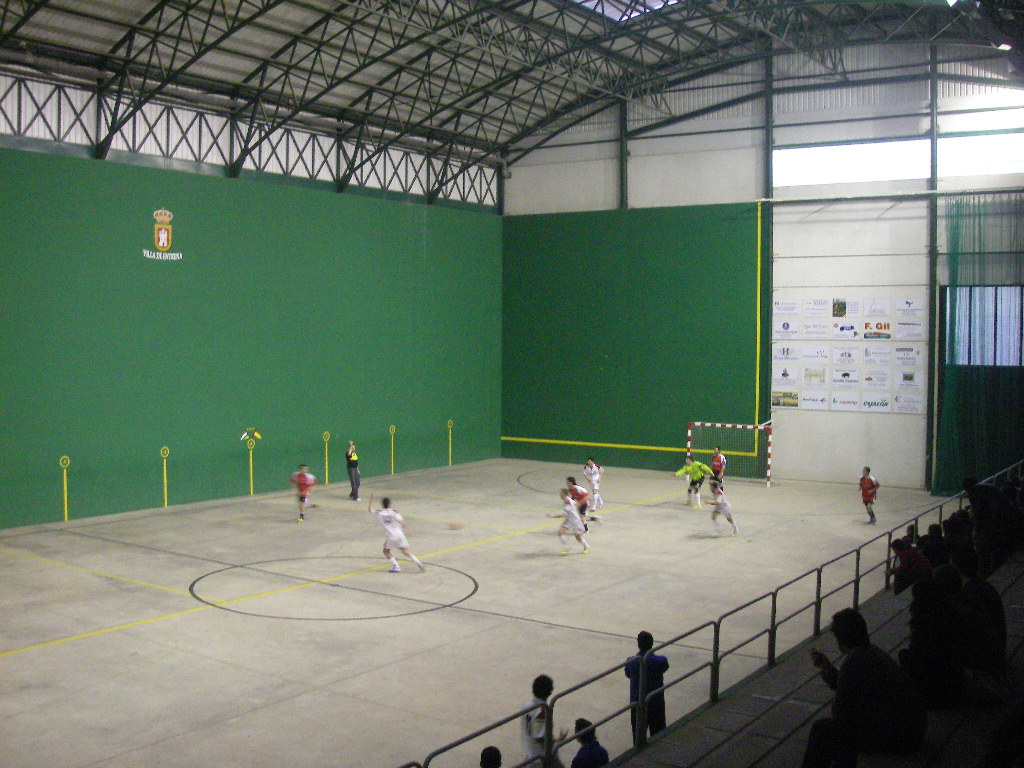
Partie de football en salle dans la salle omnisports.

Entrena possède une salle omnisports adaptée à des sports comme le football en salle ou la pelote basque. En 2005 l'équipe de football en salle Villa d'Entrena a été créée, en restant champions de l'accapare fédération de La Rioja dans la saison 2005-2006.
Depuis 2005 il se célèbre le Rallysprint Villa d'Entrena valable pour le championnat de la communauté autonome. Il se réalise sur terroir, en utilisant divers chemins voisinages.
Aussi raconte avec des piscines municipales, situées dans la route de Nalda.

## Administration

### Conseil municipal
La ville de Entrena comptait 1 536 habitants aux élections municipales du 26 mai 2019. Son conseil municipal (en espagnol : Pleno del Ayuntamiento) se compose donc de 9 élus.
| Parti | Parti                                    | Voix | %       | Élus  |
| ----- | ---------------------------------------- | ---- | ------- | ----- |
|       | Parti populaire (PP)                     | 419  | 50,24 % | 5 / 9 |
|       | Parti socialiste ouvrier espagnol (PSOE) | 415  | 49,76 % | 4 / 9 |

### Liste des maires
| Mandat    | Maire | Maire                                   | Parti        |
| --------- | ----- | --------------------------------------- | ------------ |
| 1979-1983 |       | Juan Ulecia Medrano                     | Indépendants |
| 1983-1987 |       | Aquiliano Medrano Rodríguez             | PSOE         |
| 1987-1991 |       | Aquiliano Medrano Rodríguez (1987-1989) | PSOE         |
| 1987-1991 |       | José Luis Rodríguez Untoria (1989-1991) | PSOE         |
| 1991-1995 |       | Miguel Ángel Corral Navarro             | PP           |
| 1995-1999 |       | Miguel Ángel Corral Navarro             | PP           |
| 1999-2003 |       | Ricardo Cerrolaza Ruiz                  | PP           |
| 2003-2007 |       | Manuel Rodríguez Rodríguez              | PSOE         |
| 2007-2011 |       | Esteban Pérez Díez                      | PP           |
| 2011-2015 |       | Esteban Pérez Díez                      | PP           |
| 2015-2019 |       | Esteban Pérez Díez                      | PP           |
| 2019-2023 |       | Mª Dolores Aragón Sáinz                 | PP           |

## Culture et patrimoine

### Religieux
- L’église San Martín.

Construite durant l'année 1545 en usine de pierre de taille. C'est une église d'un navire de trois tronçons avec des hottes entre des butées, de la croisière et de la tête ochavada de trois plans. Dans l'église paroissiale, ressortent le grand retable et le chœur.
- Le couvent Santa Clara.

Fondé en 1503 par monsieur Carlos Ramírez de Arellano et son épouse Juana de Zúñiga, Comtes d'Aguilar et messieurs de Cameros. Les premières qui y ont habité étaient trois religieuses originaires de Tordesillas. En 2001 il a été fermé faute de vocations.
L'église adjacente figure d'un navire de deux tronçons et chevet quadrangulaire, avec des chapelles à façon de bras de croisière dans le premier tronçon. Le retable de l'autel majeur et chapelles sont baroques.

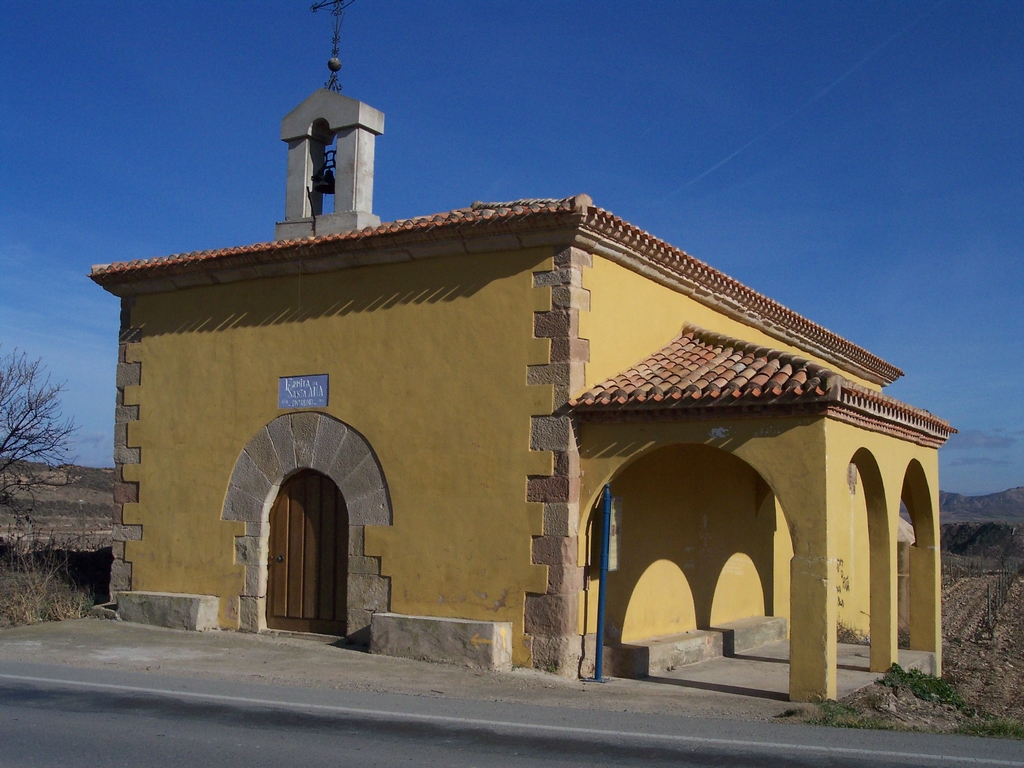
Ermitage Santa Ana

- L’ermitage Santa Ana.

Située à 2 km de la localité par la LR-137 en direction Navarrete. D'apparence baroque, du XVIIIe siècle, a été restaurée en 1964 et 2005. Le lundi de pentecôte se réalise une procession en portant une image de la sainte jusqu'à l'ermitage. Après la messe on va au proche barrage Las Riveras où, sous les peupleraies, se rôtissent des côtelettes.

### Festivités
- 3 février, San Blas.
- Lundi de Pentecôte, La Hermedaña.
- 10 juillet, San Cristóbal.